# U-Thong-Nationalmuseum
Das U-Thong-Nationalmuseum (Thai: พิพิธภัณฑสถานแห่งชาติอู่ทอง) ist eines der Nationalmuseen von Thailand und befindet sich im Landkreis (Amphoe) U Thong der Provinz Suphan Buri in Zentralthailand.

## Lage
Das U-Thong-Nationalmuseum liegt sieben Kilometer südwestlich von Suphan Buri.
Malaiman Road, Amphoe U-Thong, Suphan Buri 72110.

## Baugeschichte
Das U-Thong-Nationalmuseum wurde 1976 eröffnet. 

## Sehenswürdigkeiten
Das U-Thong-Nationalmuseum beherbergt Objekte, die bei Ausgrabungen in der Provinz Suphan Buri gefunden wurden, darunter eine Reihe wichtiger Kunstwerke aus der Dvaravati-Periode. Insgesamt reichen die Stücke von der frühen Steinzeit, über das 4./5. Jahrhundert (gebrannter Ton) bis zur Srivijaya-Kunst. 
Die Geschichte und das Leben der Thai Song Dam wird gezeigt, ein kleines Häuschen im Stile dieses  Volkes steht auf dem Gelände des Museums.